# Lê Văn Thiêm
Lê Văn Thiêm (29 tháng 3 năm 1918 – 3 tháng 7 năm 1991) là tiến sĩ toán học đầu tiên của Việt Nam, giáo sư toán học và là một trong số các nhà khoa học tiêu biểu nhất của Việt Nam trong thế kỷ 20. Ông nghiên cứu chủ yếu về lý thuyết các hàm phân hình, diện Riemann và một số vấn đề về toán học ứng dụng. Lê Văn Thiêm được chính phủ Việt Nam phong tặng Giải thưởng Hồ Chí Minh đợt 1 vào năm 1996 và Huân chương Độc lập hạng nhất về những công trình toán học đặc biệt xuất sắc.

## Tiểu sử
Ông sinh ngày 29 tháng 3 năm 1918 tại xã Trung Lễ, huyện Đức Thọ, tỉnh Hà Tĩnh, trong một gia đình có truyền thống khoa bảng.
Năm 1939, ông thi đỗ thứ nhì trong kỳ thi kết thúc lớp P.C.B (Lý - Hoá - Sinh) và được cấp học bổng sang Pháp du học tại trường đại học sư phạm Paris (école Normale Supérieure).

## Học tập và nghiên cứu tại châu Âu
Người ta đã phải mất rất nhiều công sức tìm hiểu mới có thể tìm tư liệu về GS Lê Văn Thiêm giai đoạn 1943-1946, nhưng lại không có nhiều thông tin về thời kỳ 1946-1949. Nhờ vào hai Giáo sư H. Esnault và E. Viehweg từ Đại học tổng hợp Essen, Đức, mới biết được thời gian GS Lê Văn Thiêm ở Đức.
Ông tốt nghiệp Thạc sĩ năm 1943 tại Paris, sau đó ông sang làm luận án Tiến sĩ tại Đại học Göttingen (Đức) với học bổng của Quỹ Alexander von Humboldt dưới sự hướng dẫn của nhà toán học Hans Wittich.
Luận án Tiến sĩ Toán học của ông về giải tích phức được bảo vệ thành công năm 1945 tại Đại học Göttingen với hồ sơ bảo vệ số Math.Nat.Prom. 0728. Tên của luận án là "Über die Bestimmung des Typus einfach zusammenhängender offener Riemannscher Flächen", tạm dịch: "Về việc xác định kiểu của một diện Riemann mở đơn liên". Buổi bảo vệ được tổ chức vào ngày 4/4/1945, sau đó bằng tiến sĩ được trao vào ngày 8/4/1946 với điểm đánh giá trung bình: Giỏi. Ông được xem là người Việt Nam đầu tiên có bằng Tiến sĩ Toán học.
Ông tiếp tục bảo vệ luận án Tiến sĩ Quốc gia ở Pháp năm 1949 tại Đại học Paris 11 với luận văn có nhan đề là "Sur le problème d'inversion dans la théorie de la distribution des valeurs des fonctions méromorphes", tạm dịch: "Về bài toán ngược trong lý thuyết phân phối giá trị các hàm phân hình".
Ông có một thời gian làm việc cùng với GS. Rolf Herman Nevanlinna tại Đại học Zurich, Thụy Sĩ cho tới năm 1949.

## Về nước
Năm 1949, theo lời kêu gọi của Chủ tịch Hồ Chí Minh, Lê Văn Thiêm từ bỏ địa vị khoa học của mình ở Zurich để về nước tham gia cuộc chiến đấu giành độc lập cho dân tộc. Ông trở về nước qua đường bay Paris - Băng Cốc, rồi từ Băng Cốc bộ hành qua Campuchia về rừng U Minh, khu 9 miền Nam tham gia kháng chiến chống thực dân Pháp, công tác tại Sở Giáo dục Nam Bộ từ ngày 19 tháng 12 năm 1949.
Trong vòng 4 tháng trở về nước, khi còn đang công tác ở khu 9, Lê Văn Thiêm đã được GS. Hoàng Xuân Nhị giới thiệu vào Đảng Cộng sản Việt Nam. 
Sau thắng lợi vang dội của chiến dịch Biên giới năm 1950, chính phủ Việt Nam Dân chủ Cộng hòa khẩn trương chuẩn bị lực lượng cán bộ khoa học cho việc kiến thiết đất nước sau ngày toàn thắng.
Tháng 7 năm 1950, Đề án giáo dục được thông qua nhằm đáp ứng kịp thời các nhu cầu của thời kỳ cách mạng mới.
Từ năm học 1950 - 1951, trong điều kiện khó khăn gian khổ của cuộc kháng chiến, Việt Nam Dân chủ Cộng hòa đã từng bước hình thành ba trung tâm đại học: trung tâm Việt Bắc gồm các trường: Đại học Y, Ban quân dược, Cao đẳng Công chính, Cao đẳng Mỹ thuật; trung tâm Thanh - Nghệ với hai phân hiệu Khoa học Xã hội và Khoa học Tự nhiên; Khu học xá Trung ương (đặt nhờ tại Nam Ninh, Quảng Tây, Trung Quốc) đào tạo cán bộ khoa học và giáo viên trung học.
Năm 1951, Lê Văn Thiêm được Chính phủ điều động từ Nam Bộ ra Việt Bắc để nhận nhiệm vụ mới. Ông đã phải lội bộ 6 tháng theo đường rừng để ra đến Việt Bắc. Ông được giao nhiệm vụ xây dựng Trường Khoa học Cơ bản (sau này là Đại học Khoa học Tự nhiên Hà Nội) và Trường Sư phạm Cao cấp (sau này là Trường Đại học Sư phạm Hà Nội), được cử giữ chức vụ Hiệu trưởng của hai trường này và giảng dạy môn Cơ học lý thuyết. 
Ông là Viện trưởng đầu tiên của Viện Toán học, chủ tịch đầu tiên của Hội Toán học Việt Nam và tổng biên tập đầu tiên của hai tạp chí toán học Việt Nam là tạp chí "Acta Mathematica Vietnamica" và "Vietnam Journal of Mathematics".
Ông giữ vị trí đại diện toàn quyền của Việt Nam tại Viện Liên hợp Nghiên cứu Hạt nhân Dubna, Liên Xô (1956 – 1980).
Ông mất ngày 3 tháng 7 năm 1991 tại Thành phố Hồ Chí Minh.

## Nghiên cứu khoa học
Giáo sư Lê Văn Thiêm là một tài năng toán học xuất sắc, là người có công đầu đặt nền móng xây dựng và phát triển nền toán học Việt Nam. Dưới sự lãnh đạo của ông, Viện Toán học đã trở thành một trung tâm toán học được thế giới biết đến của Việt Nam. Ông là một trong những người đầu tiên giải được bài toán ngược của lý thuyết phân phối giá trị hàm phân hình, hiện nay trở thành kết quả kinh điển trong lý thuyết này.
GS. Lê Văn Thiêm có đóng góp lớn trong việc thiết lập quan hệ hợp tác quốc tế giữa các nhà toán học Việt Nam và các nhà toán học thế giới. Ông đã đưa Hội Toán học Việt Nam tham gia vào Hội Toán học quốc tế với tư cách là thành viên chính thức, đưa Viện Toán học tham gia vào Trung tâm Toán học quốc tế Banach (Ba Lan). Nhờ mối quan hệ tốt và uy tín khoa học của ông mà nhiều nhà toán học có tên tuổi trên thế giới như Laurent Schwartz, Alexander Grothendieck, Stephen Smale và Chomsky (Mỹ)... đã sang Việt Nam và nhiệt tình giúp đỡ, cộng tác với các nhà toán học Việt Nam.
Năm 1963, nghiên cứu công trình về ứng dụng hàm biến phức trong lý thuyết nổ, vận dụng phương pháp Lavrentiev, giáo sư Thiêm cùng các học trò tham gia giải quyết thành công một số vấn đề thực tiễn ở Việt Nam như:
- Tính toán nổ mìn buồng mỏ đá Núi Voi lấy đá phục vụ xây dựng khu gang thép Thái Nguyên (1964)
- Phối hợp với Cục Kỹ thuật Bộ Quốc phòng lập bảng tính toán nổ mìn làm đường (1966)
- Phối hợp với Viện Thiết kế Bộ Giao thông Vận tải tính toán nổ mìn định hướng để tiến hành nạo vét kênh Nhà Lê từ Thanh Hoá đến Hà Tĩnh (1966 – 1967)

Ông đã ứng dụng hàm biến phức sang các lĩnh vực khác như: lý thuyết đàn hồi, chuyển động của chất lỏng nhớt. Kết hợp nghiên cứu lý thuyết với ứng dụng, Lê Văn Thiêm đề xuất một phương pháp độc đáo sử dụng nguyên lý thác triển đối xứng của hàm giải tích để tìm nghiệm tường minh cho bài toán thấm trong môi trường không đồng chất. Công trình này được đánh giá cao, được đưa vào cuốn sách chuyên khảo "The Theory of Groundwater Movement" (Lý thuyết chuyển động nước ngầm) của nữ Viện sĩ người Nga P.Ya.Polubarinova Kochina, xuất bản ở Moskva năm 1977.
Ông đã cùng với các cộng sự ở Viện Khoa học và Công nghệ Việt Nam dùng toán học để góp phần giải quyết các vấn đề như: 
- Tính toán nước thấm và chế độ dòng chảy cho các đập thủy điện Hòa Bình, Vĩnh Sơn
- Tính toán chất lượng nước cho công trình thủy điện Trị An

Ông đã được Nhà nước Việt Nam trao tặng Giải thưởng Hồ Chí Minh đợt 1 năm 1996.

### Các công trình Toán học
Ông cùng với Phạm Tỉnh Quát được xem là những người Việt Nam đầu tiên có công bố quốc tế về Toán học hiện đại. Các công trình sắp theo thứ tự thời gian đó là
- Le-Van, Thiem Beitrag zum Typenproblem der Riemannschen Flächen. (German) Comment. Math. Helv. 20, (1947). 270–287.
- Thiem, Le Van Le degré de ramification d'une surface de Riemann et la croissance de la caractéristique de la fonction uniformisante. (French) C. R. Acad. Sci. Paris 228,(1949). 1192–1195.
- Thiem, Le Van Un problème de type généralisé. (French) C. R. Acad. Sci. Paris 228, (1949). 1270–1272.
- Thiem, Le-Van Über das Umkehrproblem der Wertverteilungslehre. (German) Comment. Math. Helv. 23, (1949). 26–49.
- Thiem, Le Van Sur un problème d'inversion dans la théorie des fonctions méromorphes. (French) Ann. Sci. École Norm. Sup. (3) 67, (1950). 51–98.
- Le Van Thʹem On the type of Riemann surfaces defined by the linear substitution group. (Russian) Sibirsk. Mat. Ž. 5 (1964) 853–857.
- Lê Van Thiêm Sur un problème d'infiltration à travers un sol à deux couches.(French) Acta Sci. Vietnam. 1 (1964) 3–9.
- Lê Van Thiêm Sur l'existence d'un potentiel automorphe borné. (French) Acta Sci. Vietnam. 2 (1965) 1–4.
- Lê Văn Thiêm; Hoàng Đình Dung; Ngô Văn Lu'ọ'c Les fonctions-analytiques et le mouvement des liquides visqueux à symétrie axiale. Acta Sci. Vietnam. 9/10 (1974), 24–33.
- Lê Văn Thiêm; Hoàng Đình Dung Ecoulement plan des fluides visqueux en régime d'Oseen. (French) Acta Math. Vietnam. 2 (1977) 23-33.
- Lê Văn Thiêm; Hô Van Hoà Sur certaines relations entre les coefficients binômiaux. (French) Acta Math. Vietnam. 3 (1978), no. 2, 29–34.
- Lê Văn Thiêm; Hô Van Hoà Sur certaines sommes binomiales. (French) Acta Math. Vietnam. 5 (1980), no. 1, 178–179 (1981).
- Lê Văn Thiêm On an expression for the velocity component in the Oseen regime.(Vietnamese) Tạp chí Toán học 9 (1981), no. 2, 10–16.
- Lê Văn Thiêm Sur la vitesse d'écoulement plan en régime d'Oseen. (French) [Velocity of Oseen plane flow] Acta Math. Vietnam. 6 (1981), no. 1, 95–100 (1982).

Ông chủ biên nhiều sách về toán học. Trong đó có 2 cuốn sách chuyên khảo: Một số vấn đề toán học trong lý thuyết đàn hồi (1970) và Một số vấn đề toán học chất lỏng nhớt (1970).

## Vinh danh
- Giải thưởng Lê Văn Thiêm của Hội Toán học Việt Nam dành cho những người nghiên cứu, giảng dạy toán và học sinh giỏi toán xuất sắc ở Việt Nam được trao hàng năm.[8]
- Năm 2007, UBND thành phố Hà Nội có quyết định đặt tên phố Lê Văn Thiêm nối từ đường Lê Văn Lương cắt ngang qua phố Ngụy Như Kon Tum đến phố Nguyễn Huy Tưởng. Lê Văn Thiêm là nhà Toán học Việt Nam đương đại đầu tiên được đặt tên đường. Trước đây đã có hai đường mang tên Lương Thế Vinh và Vũ Hữu là hai nhà Toán học từ thế kỷ XV ở Việt Nam được đặt ở Hà Nội. Hai tuyến đường mang tên hai nhà toán học trên nằm trên phường Trung Văn, quận Nam Từ Liêm và phường Thanh Xuân Bắc, quận Thanh Xuân, rất gần với tuyến đường đặt tên ông ở phường Thanh Xuân Trung, quận Thanh Xuân.[9]
- Lê Văn Thiêm cũng là tên của trường Trung học cơ sở ở thành phố Hà Tĩnh, tỉnh Hà Tĩnh, tiền thân là trường năng khiếu thị xã Hà Tĩnh. Ngôi trường luôn là lá cờ đầu trong công tác thi đua dạy và học khối THCS trong toàn tỉnh.